# Tasso del conte Pucci
Il tasso del conte Pucci, o di via Borgo Aretino, è un albero monumentale sempreverde all’interno del centro storico di Assisi compreso nell'area del Parco del Monte Subasio. Il grande esemplare, per chi proviene in città da sud-est entrando dalla Porta Nuova (XIV sec.) in largo Properzio, si trova poco prima dell’Arco di Santa Chiara (XII sec.), in un giardino sopraelevato rispetto a via Borgo Aretino, storica proprietà annessa alla residenza dei conti Pucci, da cui l’appellativo con cui è localmente conosciuto.

## Descrizione
Il sito in cui vegeta è a 420 m sul livello del mare, il tronco ha una circonferenza di 4,50 m, l’altezza è di 12,5 m e la chioma ha un diametro di 4,50 m. Le misure indicate, quanto a tronco e chioma, sono da considerarsi relative perché l’esemplare si presenta come composizione di molteplici polloni basali che si sono sviluppati a spese della pianta madre, ragion per cui la misurazione canonica risulta poco significativa, pur essendo la dimensione della circonferenza una delle caratteristiche riconosciute per la selezione dal Ministero delle politiche agricole alimentari e forestali.      
La Regione Umbria lo ha inserito nell’Elenco degli alberi di rilevante e peculiare interesse della regione, con conseguente registrazione da parte del Ministero delle politiche agricole alimentari e forestali nell’Elenco degli alberi monumentali d'Italia per tre requisiti di pregio: età e dimensioni, forma e portamento e valenza paesaggistica.
Il luogo è a pochi passi dall’Arco di Santa Chiara, chiamato anche con il nome di Portella dei Pucci, per la prossimità della stessa alla casa della nobile famiglia. Alcune immagini risalenti al primo Novecento documentano le dimensioni della pianta, già allora significative. Superato l’Arco di Santa Chiara, si incontra la basilica omonima, consacrata nel 1265. Si erge sulla piazza che porta lo stesso nome e dal cui belvedere, orlato da numerosi tigli piantati agli inizi del XX secolo, si gode di una spettacolare vista sulla valle umbra.